# Aporosa leytensis
Aporosa leytensis är en emblikaväxtart som beskrevs av Elmer Drew Merrill. Aporosa leytensis ingår i släktet Aporosa och familjen emblikaväxter. Inga underarter finns listade i Catalogue of Life.